# Estação Komakiguchi

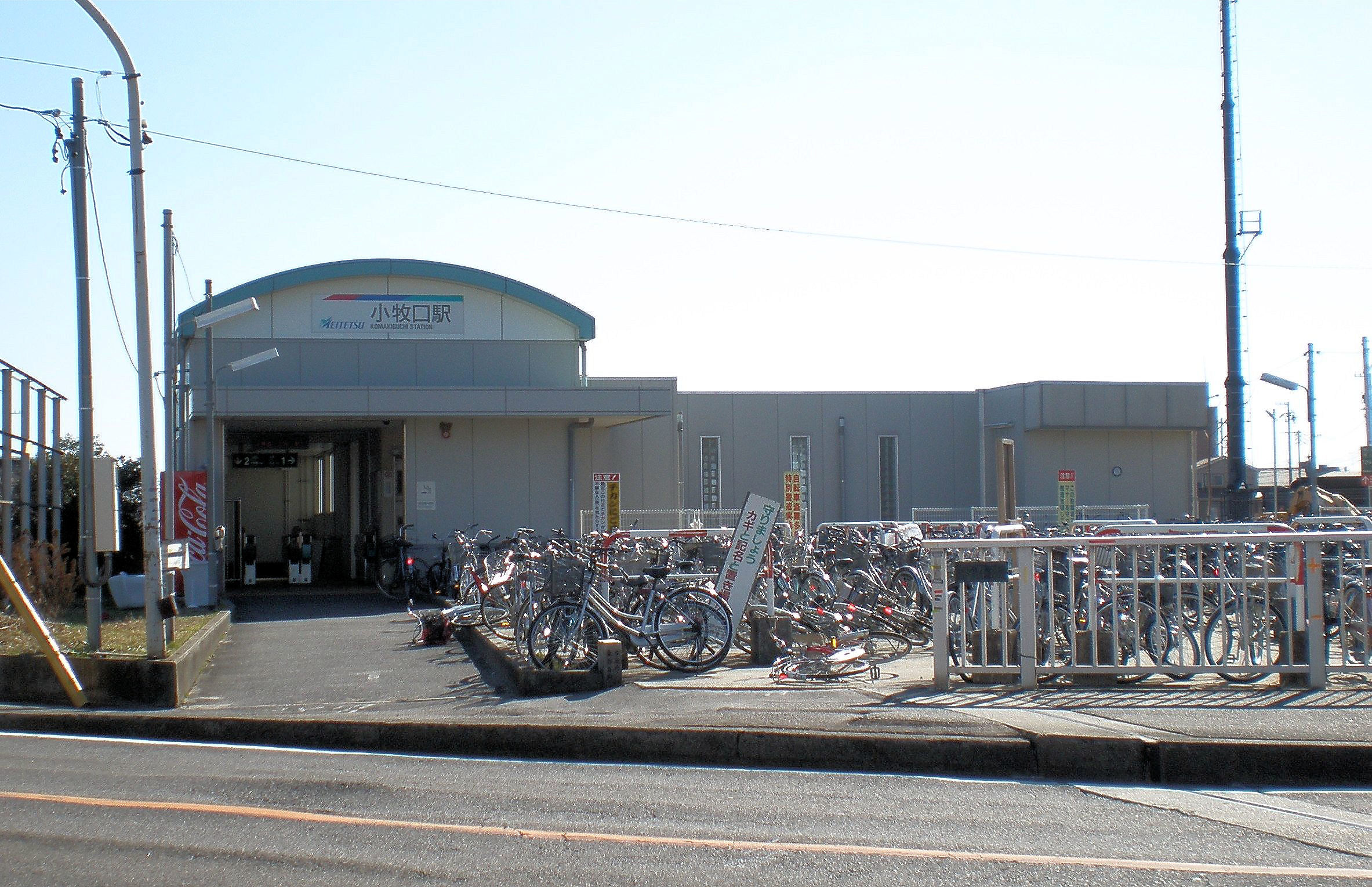
Estação Komakiguchi

A Estação Komakiguchi (小牧口駅, Komakiguchi-eki) é uma estação ferroviária japonesa localizada em Komaki, província de Aichi. É operada pela Meitetsu.
Foi inaugurada em 11 de Fevereiro de 1931.

## Linhas
- Meitetsu
  - Linha Komaki

## Plataformas
- 1     ■   Linha Komaki   Para Komaki e Inuyama

- 2     ■   Linha Komaki   Para Kami-Iida e Heian-dōri